# Moraea barkerae
Moraea barkerae är en irisväxtart som beskrevs av Peter Goldblatt. Moraea barkerae ingår i släktet Moraea och familjen irisväxter. Inga underarter finns listade i Catalogue of Life.